# Felipe Riesco Eyzaguirre
Felipe Riesco Eyzaguirre (Las Condes, 4 de noviembre de 1982) es un abogado y político chileno. Entre junio de 2018 y febrero de 2020 se desempeñó como subsecretario del Medio Ambiente bajo la segunda administración de Sebastián Piñera.

## Familia y estudios
Nacido en Las Condes, Santiago, es el cuarto de los seis hijos del matrimonio formado por Ricardo Juan Riesco Jaramillo y María Teresa Eyzaguirre Smart.
Casado con Bernardita Vidal Galilea, es padre de tres hijos.
Egresó como abogado de la Pontificia Universidad Católica (UC), posee un diplomado en derecho administrativo sancionador de la Universidad de Valladolid (UVA, España) y  un magíster en derecho constitucional, mención en derecho procesal constitucional, en la Universidad de Talca. Fue profesor de derecho ambiental en la Universidad Austral de Chiley es profesor del Diplomado en Derecho Administrativo Sancionador de la Pontifica Universidad Católica de Chile. 

## Carrera profesional
Durante el primer mandato de Sebastián Piñera cumplió funciones como director regional del Servicio de Evaluación Ambiental (SEA) en la Región de La Araucanía entre 2010 y 2011; además, fue jefe de Gabinete de la Subsecretaría del Medio Ambiente entre 2011 y 2012, y asesor jurídico de la Superintendencia del Medio Ambiente (SMA).
Entre marzo de 2015 y mayo de 2018 se desempeñó como secretario abogado del Tercer Tribunal Ambiental en Valdivia.
El 19 de junio de 2018 fue designado por el presidente Sebastián Piñera como subsecretario del Medio Ambiente tras la renuncia de Rodrigo Benítez. Renunció a dicho cargo el 10 de febrero de 2020 siendo reemplazado por Javier Naranjo Solano.
Desde abril de 2020 es socio del estudio Barros Silva Varela & Vigil.
Fue Consejero Titular del Consejo Directivo del Comité Innova Chile de la Corporación de Fomento de la Producción (CORFO), entre 2020 y 2021. Fue Presidente del Consejo Geotérmico de Chile A.G., 2020 - 2021. Miembro de la Asociación Chilena de Derecho Ambiental (ACHIDAM), desde 2020. Consejero de Políticas Públicas del Centro de Estudios Libertad y Desarrollo, desde 2020.